# Ballylooby

Ballylooby é uma vila e paróquia localizada no sul de Tipperary, Irlanda, entre Caher e Clogheen.

## Locais de interesse turístico
O principal ponto turístico de Ballylooby é o Clube da Associação Atlética Gaélica de Ballylooby-Castlegrace (Ballylooby-Castlegrace Gaelic Athletic Association Club). A vila possui poucos serviços locais além de uma templo da Igreja Católica Apostólica Romana.